# Diego Manicero
Diego Ariel Franco Manicero (Villa del Rosario, Córdoba, 24 de mayo de 1985) es un futbolista argentino nacionalizado peruano. Juega como mediapunta y su equipo actual es Carlos Stein de la Liga 2 de Perú.

## Trayectoria

### Lanús
A los 13 años llegó a las divisiones menores de Lanús y seis años después, en 2004, debutó en la primera división a los 18 años, cuando era dirigido por Carlos Ramacciotti. Fue parte del equipo que llegó hasta los cuartos de final de la Copa Sudamericana 2006 siendo eliminados por el Pachuca quién sería el campeón de aquella edición. Es recordado por anotarle un gol al Boca Juniors, ya que él es hincha del River Plate.

### Racing
A inicios de 2008 se fue a préstamo por 6 meses al Racing Club, Miguel Ángel Micó quién lo dirigió en Lanús fue gestor de este fichaje. Luego de un mal Torneo Clausura, jugó la promoción contra Belgrano club al cual le ganarían por un global de 2-1, salvando así la categoría. Jugó al lado de Gabriel Mercado. 

### Belgrano
Posteriormente jugó 6 partidos con Belgrano, donde no destacó debido a las constantes lesiones. En la tabla de posiciones final quedó en el cuarto puesto, jugando la promoción contra Rosario Central, perdiendo con un global de 2-1.

### Alumni
Luego de quedar libre de Lanús se marchó al Alumni donde jugó por dos temporadas, marcó 5 goles e hizo buenos partidos. Luego se fue a Chile para jugar la Primera B con el Coquimbo Unido donde jugó 6 meses y anotó 1 gol.

### León de Huánuco
El 7 de enero de 2013 se confirmó como refuerzo del León de Huánuco de cara al Campeonato Descentralizado 2013 donde fue dirigido por José Soto. Luego del gran año fue nombrado por el diario De Chalaca como la mejor contratación y el mejor jugador de León. Jugó 39 partidos, anotó 4 goles y 11 asistencias. A finales de año luego de su gran temporada el club polaco Wisła Cracovia lo rumoreaba como posible fichaje.
Luego de no llegar a un acuerdo con el club polaco renovó un año más por todo el 2014, luego de una buena campaña consiguió clasificar a la Copa Sudamericana 2015. Anotó 7 goles y siendo la figura de su equipo. 

### Sporting Cristal
A inicios de año fue confirmado como refuerzo de Sporting Cristal para jugar la Copa Libertadores 2015, tuvo 4 goles y 5 asistencias.

### Universitario de Deportes
Fue parte de polémica debido a que firmó contrato con Universitario de Deportes, siendo aún jugador de Sporting Cristal y estando en la fase final del campeonato peruano. Finalmente el 4 de enero de 2016 fue oficializado como fichaje de Universitario de Deportes por un año, le asignaron la casaquilla número 20. Luego de una buena temporada se le renovó contrato hasta finales del 2018. Debutó en la Copa Libertadores 2017 anotándole un gol a Deportivo Capiatá, partido que terminó 3-1 a favor de los cremas. A pesar de que parte de la directiva deseaba que Mani se quedara, decidieron dejarlo libre por un tema de presupuesto. Anotó un total de 11 goles en un total de 73 partidos.

### Carlos A. Mannucci
Para el 2019 se rumoreaba que volvería a la U pero su nacionalización no salió a tiempo. además había otro interés del Melgar pero ficha por el elenco trujillano por seis meses.

### Carlos Stein
Para el 2020, ficha por el recién ascendido Carlos Stein de la Liga 1.

### Alianza Universidad
Pese a haber salvado la categoría temporalmente, el descenso final por resolución del TAS, hizo que el futbolista deje el club para que sea fichado por el Alianza Universidad, con el fin de seguir en la más alta categoría. No obstante, a fin de temporada volvió a descender esta vez con el elenco huanuqueño. 

## Clubes
| Club                      | País      | Año         |
| ------------------------- | --------- | ----------- |
| C. A. Lanús               | Argentina | 2003 - 2007 |
| Racing Club               | Argentina | 2008        |
| Belgrano                  | Argentina | 2008 - 2009 |
| Alumni                    | Argentina | 2010 - 2012 |
| Coquimbo Unido            | Chile     | 2012        |
| León de Huánuco           | Perú      | 2013 - 2014 |
| Sporting Cristal          | Perú      | 2015 - 2016 |
| Universitario de Deportes | Perú      | 2016 - 2018 |
| Carlos A. Mannucci        | Perú      | 2019 - 2020 |
| Carlos Stein              | Perú      | 2020        |
| Alianza Universidad       | Perú      | 2021        |
| Sport Huancayo            | Perú      | 2022        |
| Carlos Stein              | Perú      | 2023 -      |

## Palmarés

### Torneos cortos
| Título          | Club                      | País | Año  |
| --------------- | ------------------------- | ---- | ---- |
| Torneo Apertura | Club Sporting Cristal     | Perú | 2015 |
| Torneo Apertura | Universitario de Deportes | Perú | 2016 |

### Campeonatos nacionales
| Título           | Club  | País      | Año  |
| ---------------- | ----- | --------- | ---- |
| Primera División | Lanús | Argentina | 2007 |

### Distinciones individuales
| Distinción                                                                                            | Año  |
| --- | ---- |
| Máximo asistidor del Campeonato Descentralizado                                                       | 2013 |
| Incluido en el equipo ideal del Campeonato Descentralizado según el portal periodístico DeChalaca.com | 2013 |
| Mejor gol del año de la Liga 1                                                                        | 2020 |